# Paraíso Perdido

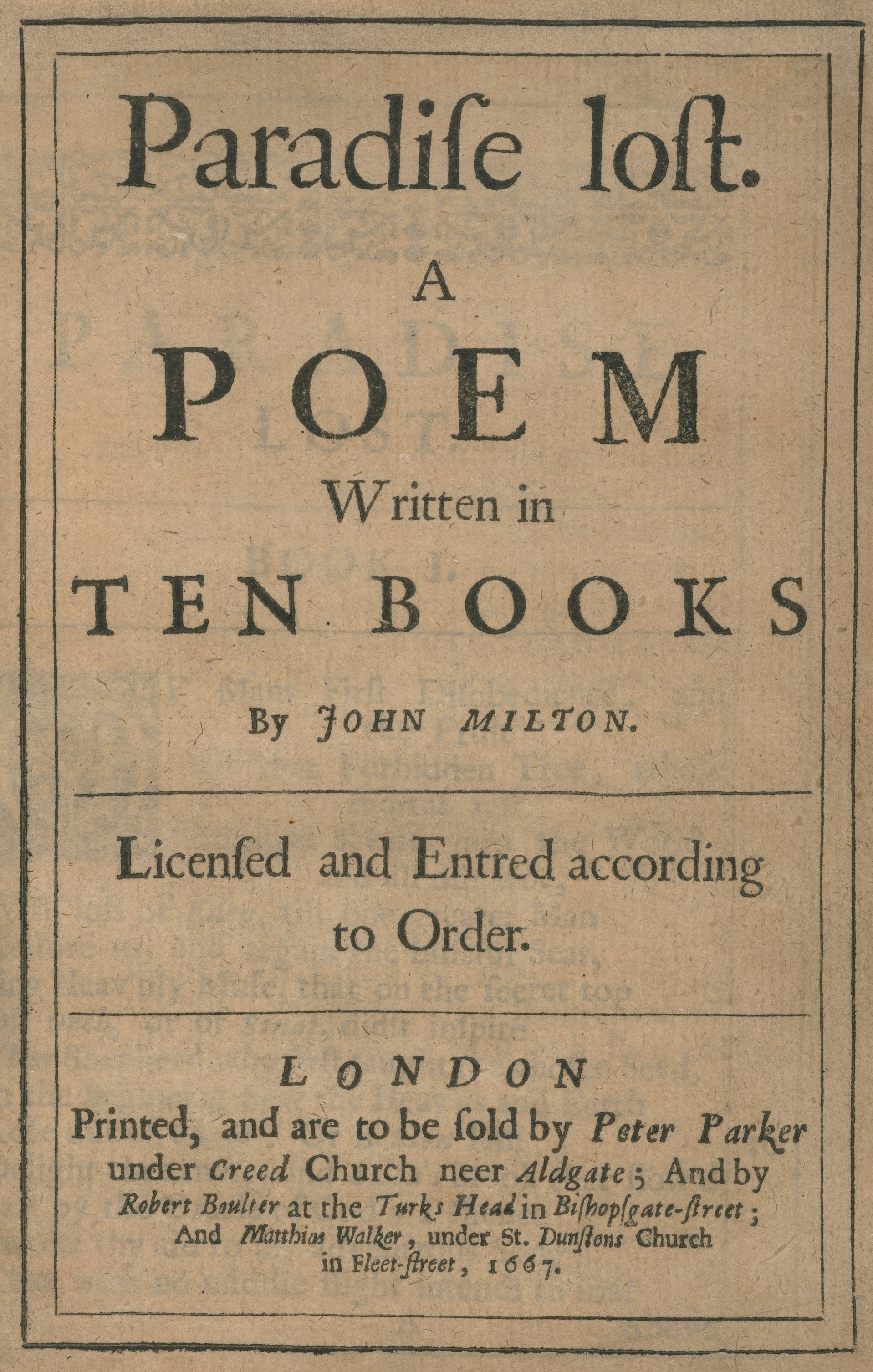
O Paraíso Perdido: capa da primeira edição

Paraíso Perdido (em inglês: Paradise Lost) é um poema épico do século XVII, escrito por John Milton, originalmente publicado em 1667 em dez cantos. Uma segunda edição foi publicada em 1674 em doze cantos, com pequenas revisões do autor.
O poema narra as penas dos anjos caídos após a rebelião no paraíso, o ardil de Satanás para fazer Adão e Eva comerem o fruto proibido da Árvore do Conhecimento, e a subsequente Queda do homem. Após uma invocação à Musa, o poeta descreve brevemente a rebelião dos anjos liderados por Lúcifer, a qual, fracassada, lhes custou o paraíso. Despertando no inferno depois de nove dias de confusão, estes deliberam sobre o que fazer, e Lúcifer, daí por diante chamado Satanás (do hebraico שָטָן, Satan: adversário), faz saber de um novo mundo e uma nova criatura – o homem – que seriam criados por Deus. Os demônios decidem corromper esse novo ser e desviá-lo do Criador, seu inimigo. Entrementes, no paraíso, Deus segreda a seu Filho a iminente transgressão do homem e todo o sofrimento que se lhe seguirá, e o Filho se oferece a si mesmo em sacrifício pela redenção da humanidade. Para assegurar que o homem seja responsável por seus atos, Deus envia um anjo para notificar Adão e Eva do perigo; no entanto, a despeito da advertência, Eva é seduzida por Satanás, então no corpo de uma serpente, e come o fruto proibido, fazendo-o comer também a Adão. Os pais da humanidade são expulsos do Jardim do Éden e tomam conhecimento, como toda a sua descendência, do pecado e da morte; mas uma revelação do futuro consola o primeiro homem, que testemunha o nascimento e a morte do Cristo e a remissão dos nossos pecados.

## Personagens

### Satanás

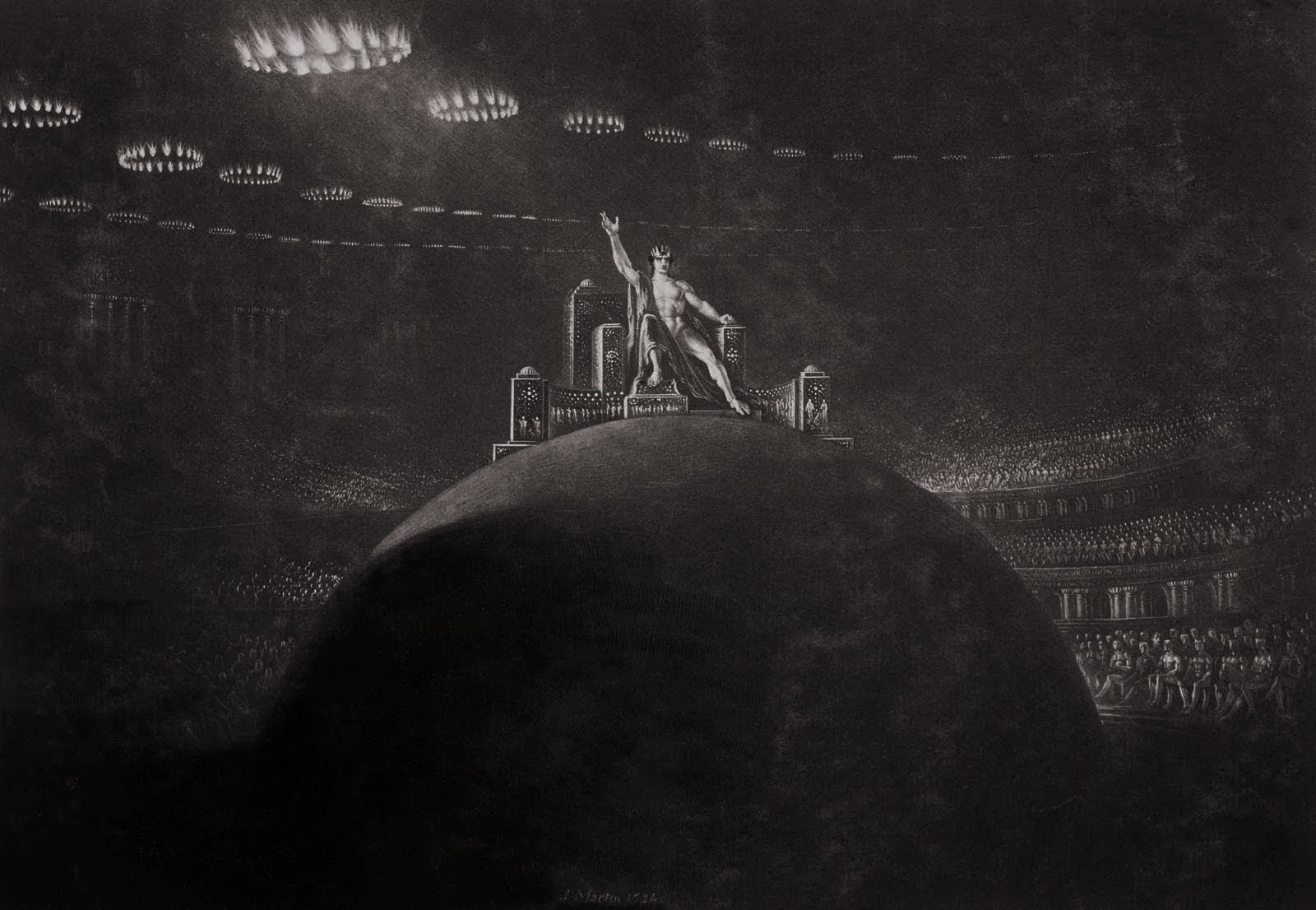
John Martin, Satanás Presidindo ao Conselho Infernal, c.1823-7

Satanás é o primeiro personagem importante introduzido no poema. Anteriormente chamado de Lúcifer, era o mais belo de todos os anjos no céu. É uma figura trágica que se auto descreve com a famosa citação "Melhor reinar no Inferno do que obedecer no Céu." Ele é forçado a cair no Inferno após ter liderado uma rebelião fracassada para retirar a Deus o controle do Céu. A revolta de Satanás contra o seu criador decorre da sua vontade de não se subjugar a Deus e ao seu Filho, alegando que os anjos são "auto gerados, auto criados," e, assim, negando a autoridade de Deus sobre eles, como seu criador.
Satanás é profundamente arrogante, embora poderoso e carismático. O poder persuasivo de Satanás é evidente ao longo do livro; não só é astuto e enganador, mas também é capaz de reunir os anjos caídos para continuar a rebelião após a sua derrota agonizante na Guerra Angelical. Ele argumenta que Deus governa como um tirano e que todos os anjos deveriam governar como deuses. Embora comumente entendido como a força antagonista em Paraíso Perdido, Satanás pode ser melhor definido como um herói trágico ou helénico. De acordo com William McCollom, uma qualidade do herói trágico clássico é que ele não é perfeitamente bom e que a sua derrota é causada por um erro trágico. Como Satanás é o causador tanto da queda do homem como da condenação eterna dos anjos caídos seus companheiros, apesar da sua dedicação aos seus camaradas, Satanás é talvez um exemplo de tropo. Além disso, as qualidades helénicas de Satanás, como a sua imensa coragem e, talvez, a falta de uma moral completamente definida, compõem a sua natureza trágica.
O estatuto de Satanás como protagonista do poema épico, no entanto, é discutível; Milton indubitavelmente caracteriza-o como tal, mas Satanás carece de várias características chave que se assim não fora o tornariam o protagonista definitivo da obra. Um factor decisivo que insinua o papel de protagonista de uma história é que com frequência o protagonista é maciçamente caracterizado e descrito muito melhor do que os outros personagens e o modo como o personagem é descrito destina-se a fazê-lo parecer mais interessante ou especial para o leitor. A este respeito, Satanás não apenas é bem caracterizado como é apresentado como muito versátil e como tendo a capacidade de fazer o mal mantendo as suas características qualidades simpáticas e é esta natureza complexa e relacionável que faz dele um candidato admissível para protagonista principal da história.
No entanto, a definição de Ibrahim Taha de protagonista afirma que este deve ser capaz de existir em e de si mesmo ou por si próprio e que os personagens secundários da obra existem apenas pelo enredo do protagonista. Dado que Satanás não existe unicamente por si próprio, pois que sem Deus não teria um papel a desempenhar na história, ele não pode ser visto como protagonista devido às contínuas mudanças de perspectiva e da importância relativa dos personagens em cada livro da obra. A existência de Satanás na história envolve a sua rebelião contra Deus e a sua determinação para corromper os seres que ele cria a fim de que possa haver um claro equilíbrio e justiça para si e para os seus anjos caídos. Portanto, é mais provável que ele existe de modo a combater Deus, tornando o seu estatuto como o protagonista definitivo da obra em relação a cada livro.

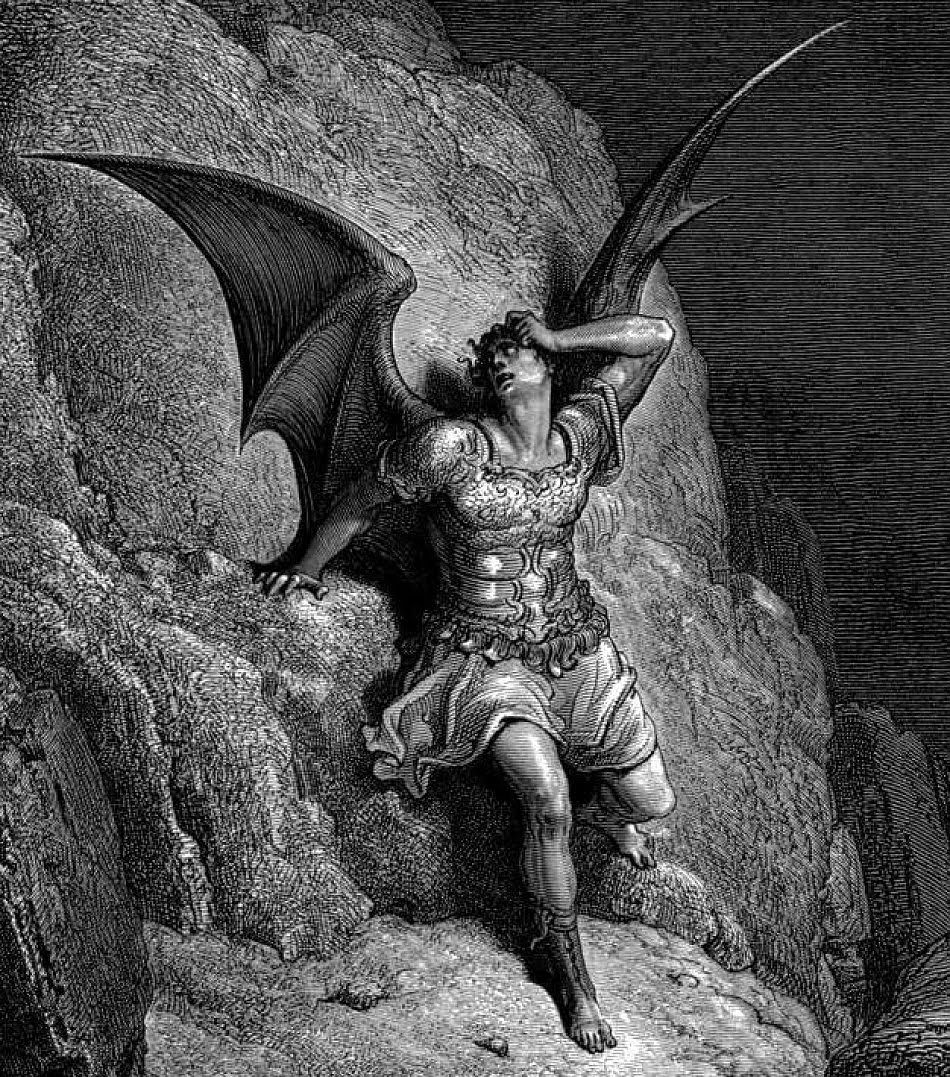
Gustave Doré, Representação de Satanás, a personagem central de Paraíso Perdido de John Milton c. 1866

O debate tradicional do estatuto de Satanás como herói da obra é similar ao debate sobre os vários significados que o termo "herói" evoca, dependendo do tempo e da pessoa que dá a definição. De acordo com Aristóteles, um herói é alguém que é "sobre-humano, parecido a um deus e divino", mas que também é humano. Um herói teria de ser um humano com poderes divinos ou um filho de Deus. Enquanto Milton dá razão para acreditar que Satanás é sobre-humano, dado que foi originalmente um anjo, ele é tudo menos humano. Portanto, de acordo com a definição de Aristóteles de herói, Satanás não é um herói. Torquato Tasso e Francesco Piccolimini desenvolveram a definição de Aristóteles e afirmaram que para alguém ser considerado heróico tem que ser perfeita ou excessivamente virtuoso. Satanás repetidamente demonstra ser desprovido de virtude ao longo da história, ao pretender seduzir as criaturas de Deus com o mal, a fim de destruir o bem que Deus está a tentar criar. Satanás vai contra a lei de Deus e, portanto, torna-se corrupto e desprovido de virtude e, como Piccolimini advertiu, "o vício pode ser confundido por virtude heróica". Satanás é muito dedicado à sua causa, embora essa causa seja o mal, mas ele esforça-se para retorcer as suas aspirações sinistras para que aparecem como boas. Satanás alcança este fim várias vezes ao longo do texto como quando atiça o seu bando de anjos caídos durante o seu discurso ao deliberadamente lhes dizer para fazer o mal, ao explicar a hipocrisia de Deus e novamente durante a sua súplica a Eva. Ele faz que as suas intenções parecem puras e positivas, mesmo quando estão enraizadas no mal e, de acordo com Steadman, esta é a razão principal por que os leitores muitas vezes confundem Satanás com um herói.
Embora o exército de Satanás perca inevitavelmente a guerra contra Deus, Satanás alcança uma posição de poder e começa o seu reinado no Inferno com o seu bando de seguidores leais, composto de anjos caídos, que é descrito como sendo um "terço do céu". A caracterização de Satanás como o líder de uma causa falhada é melhor exemplificada através da sua própria citação, "ser fraco é ser infeliz; Fazer ou Sofrer,” através de solidariedade compartilhada defendida por poderosa retórica, Satanás atiça os seus camaradas de armas e mantém-nos focados no seu objectivo conjunto.  Semelhante ao desejo republicano de Milton de derrube do rei da Inglaterra, no sentido de uma melhor representação e reforço do poder parlamentar, Satanás argumenta que sua rebelião compartilhada com os anjos caídos é um esforço para "explicar a hipocrisia de Deus", e ao fazê-lo, para serem tratados com o respeito e o reconhecimento que eles merecem. Como o estudioso Wayne Rebhorn argumenta, "Satanás insiste que ele e os seus companheiros revolucionários mantêm os seus lugares por direito, o que o levam mesmo a reivindicar que eles eram autocriados e auto sustentados" e assim a posição de Satanás na rebelião é muito parecido com a de seu próprio criador.
No entanto, a verdadeira natureza do seu papel no poema tem sido objecto de muito debate de autores e académico. Enquanto alguns estudiosos, como o crítico e escritor C. S. Lewis, interpretam o poema como um conto de moralidade cristã genuína, outros críticos, como William Empson, veem-no como uma obra mais ambígua, com a complexa caracterização de Satanás por Milton jogando em grande parte nessa percebida ambiguidade.

### Adão
Adão é o primeiro ser humano criado por Deus. Embora inicialmente sozinho, Posteriormente Deus lhe faz uma companheira. Considerada a preciosa criação de Deus, Adão, juntamente com sua esposa, manda em todas as criaturas do mundo e reside no Jardim do Paraíso. Ele é mais gregário do que Eva e anseia pela companhia dela. A sua paixão completa por Eva, enquanto pura em si mesma, acaba por contribuir para que se junte a ela na desobediência a Deus.
Ao contrário da versão bíblica, ao Adão de Paraíso Perdido, antes de deixar o paraíso, é dado um vislumbre do futuro da humanidade (incluindo uma Sinopse das histórias do Antigo e do Novo Testamentos) pelo arcanjo Miguel.

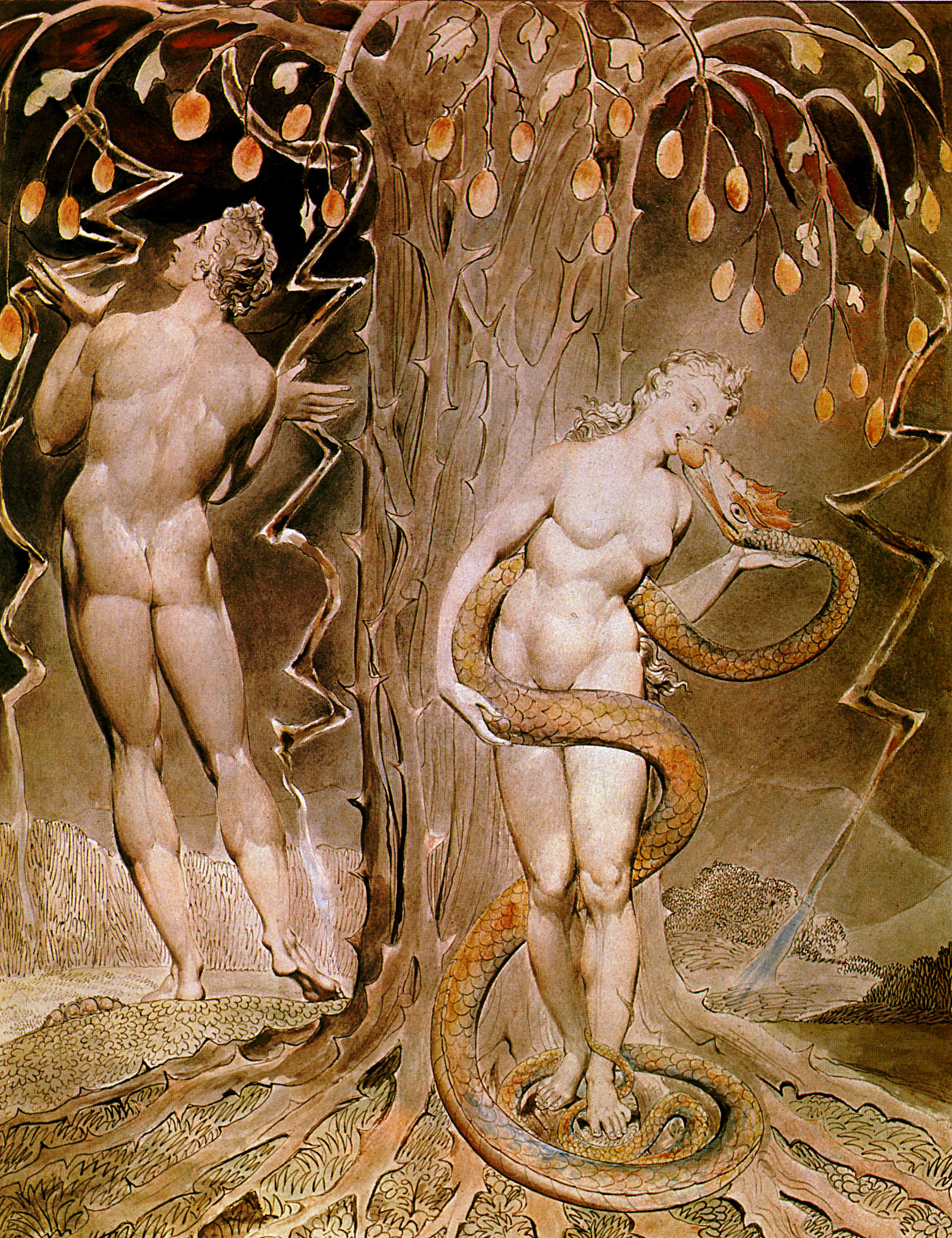
William Blake, A Tentação e Queda de Eva, 1808 (ilustração de Paraíso Perdido de Milton

)

### Eva
Eva é o segundo ser humano criado por Deus, tirada de uma das costelas de Adão e moldada segundo uma forma feminina de Adão. Longe de ser o modelo tradicional de uma boa esposa, ela não se dispõe muitas vezes a ser submissa a Adão. Ela é mais inteligente e curiosa de ideias alheias do que o marido. Embora feliz, ela anseia por conhecimento e, mais especificamente, o autoconhecimento. O seu primeiro acto na existência é afastar-se de Adão e olhar e ponderar sobre o seu próprio reflexo. Eva é extremamente linda e completamente apaixonada por Adão, embora possa sentir-se sufocada pela sua presença constante. Um dia, ela convence Adão que seria bom separarem-se e trabalharem diferentes partes do jardim. Na sua solidão, ela é tentada por Satanás a pecar contra Deus. Adão em breve se junta a ela.

### Filho de Deus
Filho de Deus é o espírito que se tornará Jesus Cristo, embora este nunca seja nomeado explicitamente, dado que ainda não encarnou na forma humana. O Filho de Deus participa em total união com Deus e de fato entende-se como uma pessoa da Divindade, juntamente com o Pai e o Espírito. Ele é o grande herói do épico e é infinitamente poderoso, derrotando sozinho Satanás e os seus seguidores e arrastando-os para o Inferno. O Filho de Deus transmite a Adão e Eva o julgamento de Deus sobre o pecado deles. No entanto, ele acaba por sacrificar-se voluntariamente para descer ao Mundo, tornar-se ele próprio um homem e redimir a Queda do Homem através da sua própria morte e ressurreição. Na cena final, uma visão da Salvação através do Filho de Deus é revelada a Adão por Miguel. Ainda assim, o nome, Jesus de Nazaré, e os detalhes da história de Jesus não são retratados no poema.

### Deus Pai
Deus Pai é o criador do Céu, do Inferno, do mundo e de tudo e todos. Ele deseja a glória e louvor de todas as suas criaturas. É um ser todo-poderoso, omnisciente e infinitamente bom que não pode ser derrubado nem mesmo pelo grande exército de anjos que Satanás incita contra ele. O objectivo declarado do poema é justificar os caminhos de Deus aos homens, de modo que Deus muitas vezes conversa com o Filho de Deus sobre os seus planos e revela as justificações das suas acções. O poema retrata o processo da criação por Deus na forma que Milton acreditava que tinha ocorrido, com Deus a criar o Céu, a Terra, e o Inferno e todas as criaturas que habitam estes níveis separados como parte de Si Mesmo, e não a partir do nada. Assim, de acordo com Milton, a autoridade suprema de Deus deriva dele ser o "autor" da criação. Satanás tenta justificar a sua rebelião negando este aspecto de Deus e reivindicando a auto-criação, mas ele admite a si mesmo que tal não é o caso e que Deus "não merecia uma tal réplica / de mim, pois Ele criou o que eu era".

### Rafael
Rafael é um arcanjo que Deus envia para advertir Adão sobre a infiltração de Satanás no Eden e para avisá-lo que Satanás vai tentar amaldiçoá-lo e à Eva. Ele também tem uma longa discussão com o curioso Adão no que respeita à criação e a eventos que constaram no céu.

### Miguel
Miguel é um poderoso Arcanjo que lutou por Deus na Guerra Angelical. Na primeira batalha, ele fere Satanás terrivelmente com uma poderosa espada que Deus projectou para cortar até mesmo a substância dos anjos. Depois de Adão e Eva terem desobedecido a Deus comendo o fruto da Árvore do Conhecimento, Deus envia o anjo Miguel para os visitar. O seu dever é escoltar Adão e Eva a sair do paraíso. Antes de o fazer, Miguel mostra a Adão visões do futuro que cobrem um resumo da Bíblia, desde a história de Caim e Abel no Gênesis, até à história de Jesus Cristo no Novo Testamento.
Mammon
Mammon é um dos demônios citados no poema. No início da história, ele sugere que os anjos caídos usem as riquezas materiais do inferno para construir um novo reino que possa rivalizar com o céu. Mammon simboliza a tentação do materialismo e como a busca incessante por riqueza pode desviar os seres da verdadeira espiritualidade e propósito divino.

## Temas

### Casamento
Milton apresenta Adão e Eva no livro IV primeiro com imparcialidade. A relação entre Adão e Eva é de "dependência mútua, não uma relação de dominação ou hierarquia." Ainda que o autor coloque Adão acima de Eva no que respeita ao conhecimento intelectual, e por isso na sua relação com Deus, ele também concede a Eva o benefício do conhecimento através da experiência. Hermine Van Nuis esclarece que embora haja um sentido de rigor associado às funções específicas do macho e da fêmea, cada um sem reservas aceita o papel designado porque é visto como uma coisa inerente. Em vez de crer que estas funções são forçadas para cada um deles, cada um usa o requisito próprio como uma qualidade na sua relação com o outro. Estas pequenas discrepâncias podem ser interpretadas como um sinal da visão do autor sobre a importância da relação mútua entre marido e esposa.
Ao examinar a relação entre Adão e Eva, os críticos tendem a aceitar ou numa visão centrada em Adão ou numa em Eva- em termos de hierarquia e importância para Deus. David Mikics argumenta, pelo contrário, que estas posições "exageram a independência das posições dos personagens e, portanto, perdem o modo como Adão e Eva estão entrelaçados um com o outro". A verdadeira visão de Milton consiste numa em que o marido e a esposa (no caso, Adão e Eva) dependem um do outro e só através das diferenças de cada um são capazes de prosperar.
Embora Milton não mencione directamente o divórcio, críticos há que postulam teorias sobre a visão de Milton sobre o divórcio com base em deduções a partir do poema e, claro, nos tratados que Milton escreveu sobre o divórcio no início da sua vida. Outras obras de Milton sugerem que ele via o casamento como uma entidade separada da igreja. Ao analisar Paraíso Perdido, Biberman vislumbra a ideia de que "o casamento é um contrato feito por ambos, o homem e a mulher". Baseado nesta inferência, Milton pensaria que ambos, homem e mulher, teriam acesso igual ao divórcio, tal como têm para o casamento.
As críticas feministas de Paraíso Perdido sugerem que Eva está proibida do conhecimento da sua própria identidade. Momentos após a sua criação, antes de Eva ser levada a Adão, ela fica arrebatada por uma imagem reflectida na água (de ela própria, o que era desconhecido para ela). Deus insta Eva a deixar de olhar a sua própria imagem, a sua beleza, que é também o objecto do desejo de Adão. Adão deleita-se na beleza e no charme submisso dela, ainda que Eva nunca possa ser autorizada a contemplar a sua forma individual. A crítica Julia M. Walker argumenta que porque Eva "não se reconhece nem se nomeia... ela pode conhecer-se apenas na relação com Adão”. ”O sentido de Eva de si mesma torna-se importante na sua ausência... [a ela] nunca é permitido saber o que supostamente vê.” Eva, portanto, sabe não o que ela é, mas o que ela não é: masculino. A partir do Livro IV, Eva descobre que Adão, a forma masculina, é superior e "como é belo sublinhado pela graça viril / e pela sabedoria que apenas dele é verdadeiramente justo”. Levada pela mão suave dele, afirma Julia M. Walker, uma mulher sem propósito individual, destinada a cair pelo "livre arbítrio.”

### Idolatria
Os seus contemporâneos (século XVII) em geral criticaram as ideias de Milton, considerando-o como um radical, principalmente pela sua conhecida visão protestante sobre política e religião. Um dos principais e mais controversos argumentos de Milton consiste no conceito de idolatria; este tópico está profundamente enraizado em Paraíso Perdido.
A primeira crítica de Milton da idolatria centra-se na prática de construção de templos e outros edifícios para servir como lugares de culto. No Livro XI de Paraíso Perdido, Adão tenta expiar os seus pecados, oferecendo-se para construir altares para adorar a Deus. Em resposta, o arcanjo Miguel explica que Adão não precisa construir objectos físicos para experimentar a presença de Deus. Joseph Lyle aponta para este exemplo, explicando que "Quando Milton se opõe à arquitectura, não é a qualidade intrínseca dos edifícios que ele considera ofensivo, mas antes a tendência para actuar como locais convenientes onde a idolatria, ao longo do tempo, irá inevitavelmente praticar-se". Mesmo que a ideia seja pura em si mesma, Milton acredita ainda assim que ela inevitavelmente levará à idolatria simplesmente devido à natureza dos seres humanos. Em vez de dirigirem os seus pensamentos para Deus, como deveriam, os seres humanos tendem em vez disso a construir objectos e a investir neles falsamente a sua fé. Enquanto Adão tenta construir um altar a Deus, os críticos notam que Eva é igualmente culpada de idolatria, mas de uma forma diferente. Harding considera que o narcisismo de Eva e a obsessão por si mesma constituem idolatria. Especificamente, Harding afirma que "... sob a influência da serpente, a idolatria de Eva e a auto-deificação prenunciam os erros nos quais os seus 'Filhos' se perderão". Tal como Adão, Eva coloca falsamente a sua fé em si mesma, na Árvore do Conhecimento e, em certa medida, na Serpente, nenhum dos quais se comparando à natureza ideal de Deus.

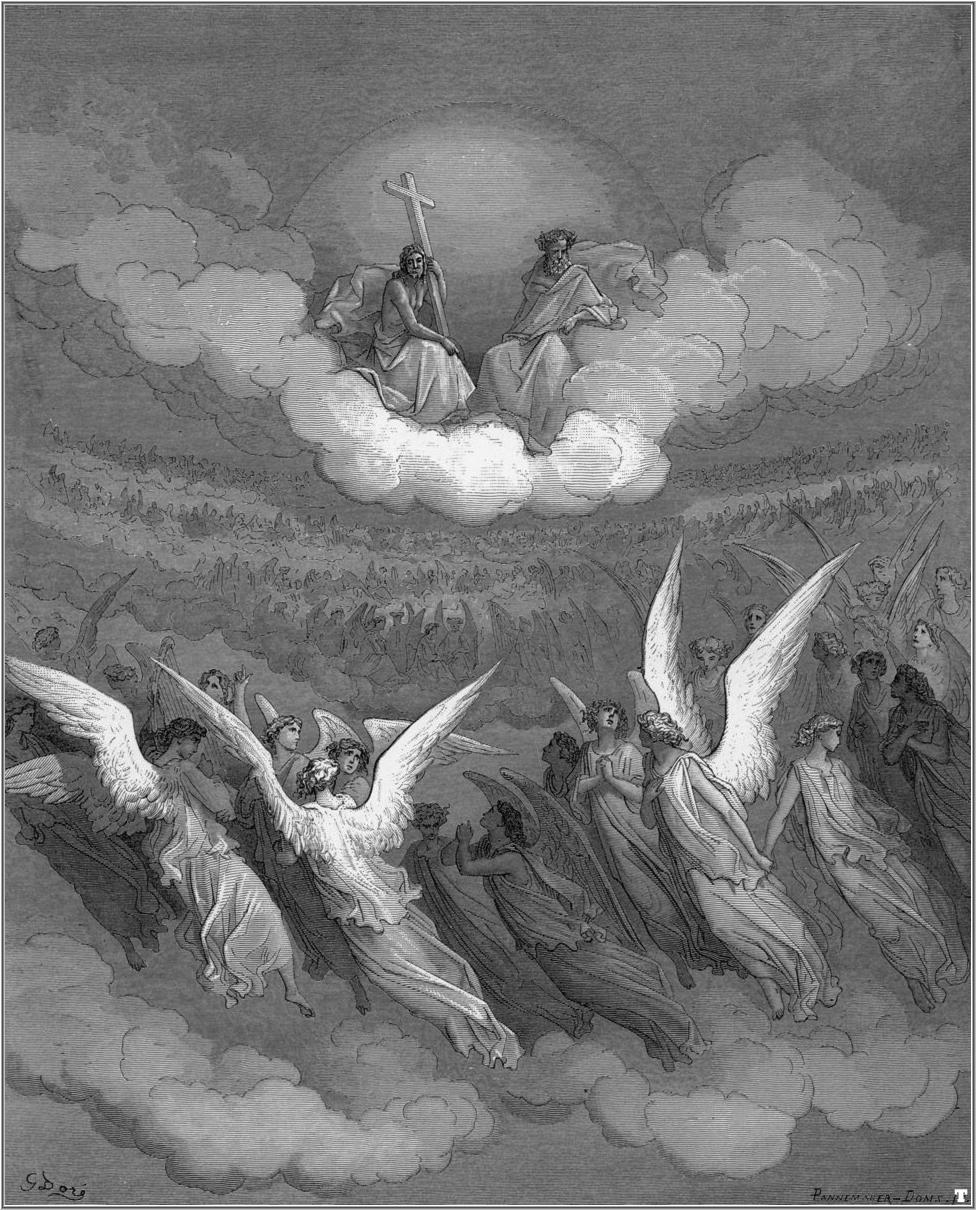
Gustave Doré, The Heavenly Hosts, c. 1866, ilustração de Paradise Lost

Além disso, Milton torna a sua visão sobre idolatria mais explícita com a criação do Pandemonium como captal do Inferno e a exemplar alusão ao Templo de Salomão. No início de Paraíso Perdido, bem como por todo o poema, há várias referências à construção e final destruição do Templo de Salomão. Os críticos esclarecem que "o templo de Salomão fornece uma demonstração explícita de como um artefacto se transforma de prática devocional na sua génese em idolatria no final." Este exemplo, dos muitos que apresentou, distintamente transmite a visão de Milton sobre os perigos da idolatria. Quando se um cria uma estrutura em nome de Deus, mesmo a melhor das intenções se pode tornar imoral. Além disso, os críticos têm estabelecido paralelos entre o Pandemonium e a Basílica de São Pedro e o Panteão. A maioria dessas semelhanças gira em torno de uma semelhança estrutural, mas como Lyle explica, eles desempenham um papel maior. Relacionando a Basílica de São Pedro e o Panteão ao Pandemonium — neste caso uma estrutura idealmente falsa, os dois edifícios famosos assumem um significado falso. Esta comparação representa bem a perspectiva protestante de Milton, dado que rejeita tanto a perspectiva puramente Católica como a perspectiva pagã.
Além de rejeitar o catolicismo, Milton revoltou-se contra a ideia de um monarca governando como divindade. Ele viu esta prática como idólatra. Barbara Lewalski conclui que o tema da idolatria em Paraíso Perdido "é uma versão amplificada da idolatria que Milton há muito associava à ideologia dos Stuart da realeza divina". Na opinião do Milton, qualquer objecto, humano ou não-humano, que receba atenção especial digna de Deus, é considerado objecto de idolatria.

## Composição
Na sua introdução à edição da Penguin de Paraíso Perdido, John Leonard, um estudioso de Milton, constata que "John Milton tinha quase sessenta anos quando publicou Paraíso Perdido em 1667. O escritor John Aubrey (1626 – 1697) diz-nos que o poema foi iniciado em cerca de 1658 e terminado em cerca de 1663. Mas algumas peças foram quase certamente escritas anteriormente, e as suas raízes residem na primeira juventude de Milton". Leonard conjectura que a Guerra Civil Inglesa interrompeu as primeiras tentativas de Milton para iniciar o seu "poema épico que abrangesse a totalidade do espaço e do tempo".
Leonard também observa que Milton "ao princípio não planejava escrever um épico bíblico". Dado que as epopeias foram escritas usualmente sobre reis e rainhas heróicos (e sobre os deuses pagãos), Milton inicialmente imaginou a sua epopeia baseada num lendário rei saxão ou britânico como a lenda do Rei Artur.
Tendo ficado totalmente cego em 1652, Milton ditou Paraíso Perdido inteiramente a amanuenses e a amigos. Enquanto escreveu o poema épico esteve frequentemente doente, sofrendo de gota, e apesar de estar a sofrer emocionalmente após a morte prematura da sua segunda esposa, Katherine Woodcock, em 1658, e da sua filha que era criança (ainda que Milton tenha casado novamente logo depois em 1663).

## Interpretação e crítica

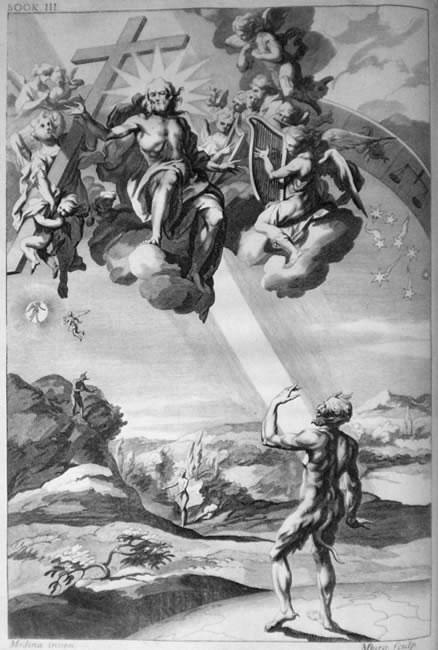
The Creation of Man, gravação da edição de 1688 de John Baptist Medina

O escritor e crítico Samuel Johnson escreveu que Paraíso Perdido demonstra "o peculiar poder de [Milton] de surpreender" e que "[Milton] parece ter sido consciente da sua própria genialidade e sabido o que a natureza lhe tinha dado mais abundantemente do que aos outros: o poder de exibir a vastidão, de iluminar o esplêndido, de reforçar o horrível, de escurecer o sombrio e agravar o terrível".
Sobre a guerra entre o Céu e o Inferno do poema, John Leonard, estudioso de Milton, escreve:
Paraíso perdido é, entre outras coisas, um poema sobre a guerra civil. Satanás gera uma "guerra ímpia no Céu" (i, 43), liderando um terço dos anjos em revolta contra Deus. Da expressão "guerra ímpia"... deduz-se que a guerra civil é ímpia. Mas Milton aplaudiu o povo inglês pela coragem de depor e executar Carlos I de Inglaterra. No seu poema, contudo, ele toma o partido do "Monarca terrível do Céu" (iv. 960). Os críticos há muito que se debatem com a questão de por que razão um antimonárquico e defensor do regicídio pode ter escolhido um tema que o obrigou a defender a autoridade monárquica.
No entanto, os editores da Poetry Foundation argumentam que crítica de Milton da monarquia inglesa foi dirigida especificamente à monarquia Stuart e não ao sistema de monarquia em geral.
Numa perspectiva similar, C.S. Lewis argumentou que não havia nenhuma contradição na posição de Milton no poema, uma vez que, segundo Lewis, "Milton acreditava que Deus era o seu “superior natural” e que Carlos Stuart não o era." Outros, como o crítico literário William Empson argumentaram que "Milton merece crédito por fazer um Deus perverso, uma vez que o Deus do cristianismo é "um Deus perverso." Leonard coloca a interpretação de Empson "na tradição [interpretativa romântica] de Blake e Shelley". Como o poeta William Blake celebremente escreveu, "A razão pela qual Milton escreveu agrilhoado quando escreveu sobre Anjos & Deus e em liberdade quando sobre Demónios & Inferno, é porque ele era um verdadeiro Poeta e estava do lado do Diabo sem o saber". Esta citação representa sucintamente o modo como os poetas românticos dos séculos XVIII e XIX viam Milton. No entanto, a visão de Empson é mais complexa. Leonard ressalta que "Empson nunca nega que o plano de Satanás seja perverso. O que ele nega é que Deus seja inocente da sua perversidade: “Milton constantemente regressa à ideia de que o conselho mais íntimo de Deus foi a Queda Afortunada do homem; por mais perverso que o plano de Satanás possa ser, o plano de Deus também o é [dado que Deus em Paraíso Perdido é descrito simultaneamente como sendo omnisciente e omnipotente]".
Embora designe a visão de Empson de "argumento poderoso", Leonard salienta que esta interpretação foi contestada por Dennis Danielson no seu livro Bom Deus de Milton (1982).

## Iconografia

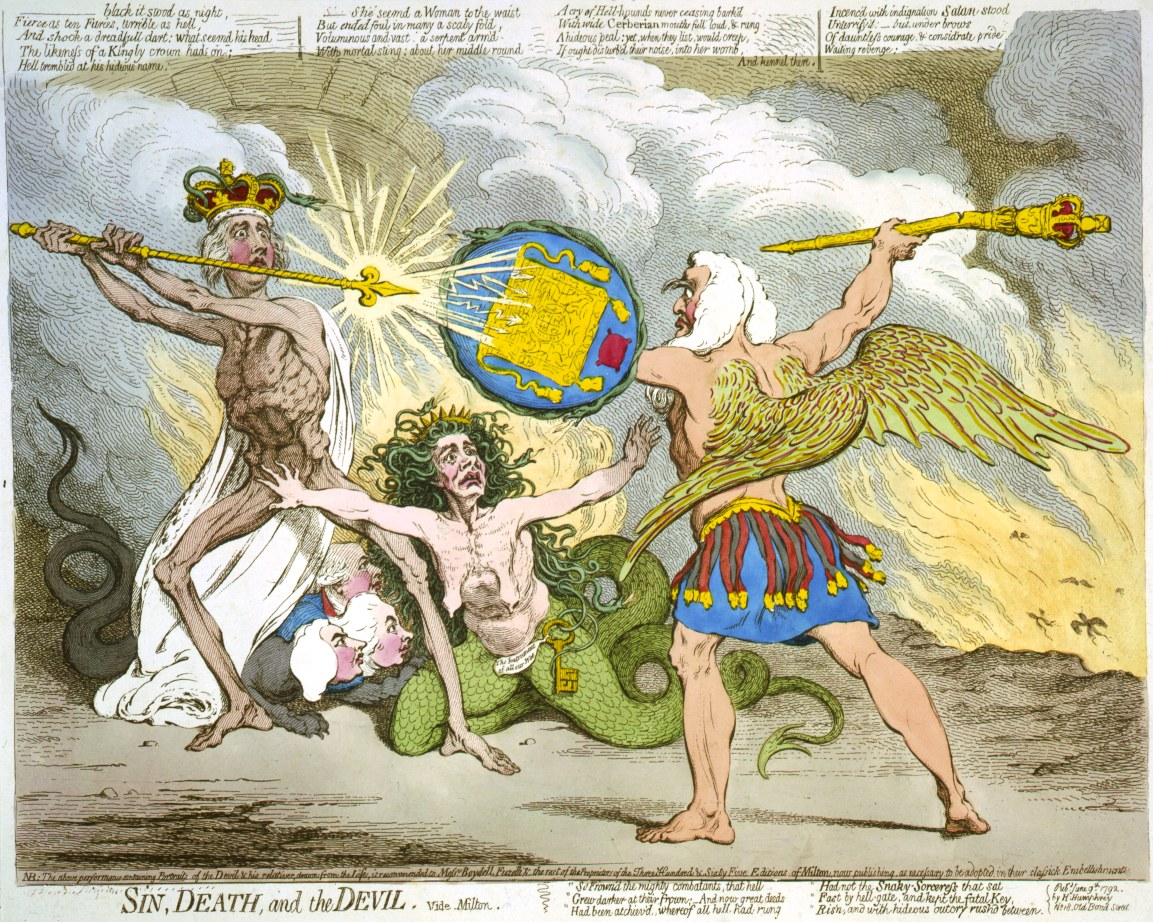
Em Sin, Death and the Devil(Pecado, Morte e o Diabo) (1792), James Gillray caricaturou a batalha política entre Pitt e Edward Thurlow como uma cena de Paradise Lost. Pitt é a Morte, Thurlow é o Diabo, e no meio a Rainha Charlotte é o pecado

As primeiras ilustrações a acompanhar o texto de Paraíso Perdido foram juntas na quarta edição de 1688, com uma gravura antecedendo cada livro, sendo oito das doze de Sir John Baptista Medina, uma de Bernard Lens II e as restantes (incluindo os Livros I e XII, talvez as mais admiráveis) de outro artista. O gravador foi Michael Burghers. Por volta de 1730 as mesmas imagens tinham sido re-gravadas numa escala mais reduzida por P. Fourdrinier.
Entre os mais notáveis ilustradores de Paraíso Perdido incluem-se William Blake, Gustave Doré e Henry Fuseli. No entanto, nos ilustradores do épico também se incluem John Martin, Edward Burney, Richard Westall, Francis Hayman, e muitos outros.
Para além das ilustrações do livro, o épico também inspirou outras obras de pintores muito conhecidos como Salvador Dalí, que executou um conjunto de dez gravuras a cores em 1974. A proeza de Milton de ter escrito Paraíso Perdido estando cego inspirou pinturas vagamente biográficas tanto de Fuseli como de Eugène Delacroix.